# Valor (contabilidade)
Em contabilidade, o termo valor também pode ter várias acepções:
- Custo - valor de aquisição histórico ou atualizado monetariamente;
- Preço - valor pago expresso em nota fiscal ou comprovante fiscal e
- Ajuste - valor que corresponda melhor com o que se quer demonstrar: ajuste pelo Método da equivalência patrimonial, ajuste de reavaliação (também chamado de mais valia).

Há ainda o conceito anglo-americano do valor justo (fair value). O conceito mais disseminado de valor justo de um ativo consiste no montante que poderia ser obtido em uma operação de compra ou venda de um bem ou direito, em condições ideais, ou seja, partes interessadas, operação sem liquidação, sem venda ou compra forçada e realizada em um ambiente social, jurídico e econômico estável. Já o valor justo de um passivo é o montante que seria necessário para quitar ou registrar a obrigação, nas mesmas condições ideais.
Enquanto que algumas normas brasileiras fazem uso do termo “valor justo”, também vê-se frequentemente o termo “valor de mercado”. Os cinco métodos de avaliação do valor justo (fair value) sao:
1. Valor de mercado (market value);
2. Valor de cotação (quoted value);
3. Valor de troca (exchange value);
4. Valor de ativos/passivos similares (similar price); e
5. Valor obtido por técnicas de valorização (valuation techniques).